# Potentilla isaurica
Potentilla isaurica är en rosväxtart som först beskrevs av John Jefferson Davis, och fick sitt nu gällande namn av B. Pawl.. Potentilla isaurica ingår i Fingerörtssläktet som ingår i familjen rosväxter. Inga underarter finns listade i Catalogue of Life.